# トワイライト・ゾーン (1959年)
『トワイライト・ゾーン』（原題: The Twilight Zone）は、アメリカ合衆国で1959年から1964年まで放送されたアンソロジー形式のSFテレビドラマシリーズ。多くのエピソードの脚本を手がけたロッド・サーリングがホストを務めていた。
日本では『ミステリー・ゾーン』の邦題で知られる。

## 概要
CBS系列によって1959年10月2日から放送され、全5シーズン・全156話が制作された。全話がモノクロ作品であり、通常は30分枠での放送であったが、第4シーズンのみ1時間枠である。
それぞれのエピソードが独立したアンソロジー形式の物語となっており、登場人物が「トワイライト・ゾーン」と呼ばれる世界に迷い込み、不穏で異常な出来事を体験し、毎回驚きと教訓に満ちた結末に至るという内容である。主にSF的なエピソードが多いが、超常現象を扱ったエピソードやカフカ的な内容のエピソードもあり、ファンタジーやホラーの要素も含んでいる。本作から転じて「トワイライト・ゾーン」は超常現象が起こる場所を表す単語としても用いられるようになった。
毎回様々なゲスト俳優が主演を務め、往年のスター俳優や、後に有名になる若手俳優などが名を連ねている。サーリングは制作総指揮兼筆頭脚本家として全156話中92話の脚本を担当した（共同執筆を含む）。サーリングは作中のホストとナレーターも務めており、各エピソードの最初と最後には、登場人物が「トワイライト・ゾーン」に迷い込んでしまった経緯と理由、教訓などをまとめたナレーションが挿入される。

### 制作までの経緯

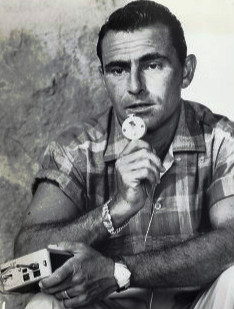
テープ起こしのため脚本を口述するサーリング（1959年撮影）

元々はサーリングが大学卒業直後に書いた「ザ・タイム・エレメント」が『ウェスティングハウス・デシル劇場』の1エピソードとして放送され、好評だったことから制作された作品である。
1957年、脚本家としてアメリカのテレビ業界で知られた存在になっていたサーリングは、放送局やスポンサーの意向で脚本から政治的発言や人種問題などの要素が削除されることに頭を悩ませており、そのような芸術的干渉を避けるために自らの番組の制作を考えるようになった。そして、SF的な設定の作品のほうが現実的な設定の作品よりも自由度が高く、議論を呼ぶような要素を表現する上で干渉が少ないと判断したサーリングは、「ザ・タイム・エレメント」をパイロット版とする新番組の企画をCBSに提出した。「ザ・タイム・エレメント」の脚本はタイムトラベルした主人公が真珠湾攻撃について人々に警告しようとする内容で、SF的なテーマ、最初と最後のナレーション、ひねりの効いたオチなど、その後の本作を特徴付ける基本要素がこの時点ですでに確立されている。翌年、「ザ・タイム・エレメント」の脚本が『ウェスティングハウス・デシル劇場』のプロデューサーであるバート・グラネの目に留まり、1958年11月24日に同番組の1エピソードとして放送されると、視聴者と批評家から圧倒的な支持を得た。CBSは当初新番組の企画を棚上げしていたが、この反響を受けて再びサーリングと交渉を始め、本作が制作される運びとなった。

### 日本での放送
日本では、1960年4月10日から12月15日まで日本テレビ系列によって『未知の世界』の邦題で第1シーズンが放送された後、1961年10月4日から1967年12月23日までTBS系列によって『ミステリー・ゾーン』の邦題で残りのシーズンが放送された。その際、一部のエピソードが雨傘番組として『ミステリー』の邦題で放送されたり、第4シーズンの一部のエピソードに先行して第5シーズンが放送されたり、約3年の中断期間を挟むなど邦題や放送期間の混乱がみられた。
1970年代には『あなたは信じますか』の邦題で再放送されたことが確認されている。1990年代にはNHK衛星第2テレビジョン、スーパーチャンネル（現・スーパー!ドラマTV）などで再放送されたが、日本テレビ放送分である第1シーズン・全36話は初回放送当時の吹替音声を紛失していたため、長らく再放送されず（字幕ではソフト化されていた）、次第にTBS放送分である『ミステリー・ゾーン』の邦題が定着していった。その後、2001年に日本コロムビアから発売されたDVDによって第1シーズンの新規吹替が敢行されると、全シーズンを通して『ミステリー・ゾーン』の邦題で統一された。
2000年代にはスーパーチャンネル、AXN（現・アクションチャンネル）、チャンネル銀河などで再放送されたが、依然として第1シーズンは再放送されなかった。2017年にスーパー!ドラマTVの動画配信サービス「スーパー!ドラマ クラシック」によって第1シーズンを含む全5シーズンが配信され、同動画配信サービス終了後の2021年にスーパー!ドラマTVによって第1シーズンがようやく再放送された。内容はDVDに準じており、初回放送当時の吹替音声が紛失していたり、新規吹替が敢行されていないエピソードについては字幕放送とする処置がとられた。さらに、2022年の再放送では前年に字幕放送であったエピソードについて新規吹替を敢行し、後述の第142話「ふくろうの河」と第151話「対決」（The Encounter）を除く全154話が吹替音声で視聴できるようになった。

### 未放送話
本国では第110話「人形の家で」（Miniature）、第131話「ある泉からの一杯」（A Short Drink from a Certain Fountain）、第142話「ふくろうの河」、第147話「音と静けさ」（Sounds and Silences）、第151話「対決」が放送権取引から除外された。このうち、第110話「人形の家で」と第147話「音と静けさ」については脚本の盗用疑惑により係争中だったためで、和解が成立した後の1984年以降は他のエピソードと同様に放送・ソフト化された。第131話「ある泉からの一杯」についての理由は不明だが、こちらも1984年以降は他のエピソードと同様に放送・ソフト化されている。第142話「ふくろうの河」はフランス映画『ふくろうの河』第3部を本作の1エピソードとして放映したものであり、版権の関係で、本国での再放送は1964年9月11日に行われた1度のみで、それ以降は再放送されていない。第151話「対決」は日本人の描写に対して日系アメリカ人から抗議があったため、本国での初回放送以降長らく再放送されず、2016年1月3日にSyfyで放送が解禁され、その後はParamount+による配信も開始された。両話とも本国では1992年にリリースされた「Treasures of The Twilight Zone.」において初めてソフト化され、その後はDVD、Blu-rayに収録されている。
日本での初回放送では上述の5話が放送されなかったが、第110話「人形の家で」は1977年にTBS系列によって初めて放送され、その後は他のエピソードと同様に放送・ソフト化された。また、第131話「ある泉からの一杯」は2001年に日本コロムビアから発売されたDVDによって、第147話「音と静けさ」は2013年から2016年までアシェット・コレクションズ・ジャパンから刊行されたDVDコレクションによって初めてソフト化され、両話とも2021年にスーパー!ドラマTVによって初めて放送された。一方で、第142話「ふくろうの河」と第151話「対決」は1998年にパイオニアLDCから発売された「Treasures of The Twilight Zone.」をローカライズしたレーザーディスクによって初めてソフト化されたが、その後は一切ソフト化されておらず、現在では視聴することが困難となっている。ほか、パイロット版「ザ・タイム・エレメント」は別番組の1エピソードであるため日本では放送されなかったが、上述のDVDコレクションの定期購読特典として初めてソフト化された。

## キャスト
- ホスト（案内役） - ロッド・サーリング[注 10]
  - 日本テレビ版の声優 - 鈴木昭生[注 11]
  - TBS版の声優 - 久米明 （第2シーズン）、 明石一 （第3シーズン）、 千葉耕一（第4 - 5シーズン）

## スタッフ
- 製作 - バック・ホートン（英語版）（第1 - 3シーズン）、ハーバート・ハーシュマン（英語版）（第4シーズン）、バート・グラネ（英語版）（第4 - 5シーズン）
- 撮影 - ジョージ・T・クレメンス（英語版） ほか
- 美術 - ジョージ・デイビス（英語版） ほか
- テーマ曲 - バーナード・ハーマン（第1シーズン）、マリウス・コンスタン（第2 - 5シーズン）
- 音楽 - バーナード・ハーマン、ジェリー・ゴールドスミス、レナード・ローゼンマン ほか

### 主な監督
- ロバート・パリッシュ
- ラモント・ジョンソン（英語版）
- ドン・メドフォード（英語版）
- ジャック・ターナー
- ドン・シーゲル
- リチャード・ドナー
- スチュアート・ローゼンバーグ

### 主な脚本家
- ロッド・サーリング
- リチャード・マシスン
- チャールズ・ボーモント
- ジョージ・クレイトン・ジョンソン（英語版）

## 放映リスト

### 第1シーズン
- 放送期間 1959年10月2日 - 1960年7月1日 36話 金曜 22:00 - 22:30 (EST)

There is a fifth dimension, beyond that which is known to man. It is a dimension as vast as space and as timeless as infinity. It is the middle ground between light and shadow, between science and superstition, and it lies between the pit of man's fears and the summit of his knowledge. This is the dimension of imagination. It is an area which we call the Twilight Zone.
—ロッド・サーリングによるオープニング・ナレーション

これはいまだ人間に知られざる次元における物語である。そこには空間の観念もなければ、時間の観念もない。無限に広く、また無限に小さく、光と影の中間にあって、科学と迷信、空想と知識、その間に横たわる世界。それは想像の世界である。我々はこの世界を未知の世界と呼ぶ。
—鈴木昭生によるオープニング・ナレーション

第1シーズンが1959年10月2日から放送されると、多くの批評家から絶賛を浴びた。シカゴ・デイリー・ニュース紙のテリー・ターナーは「放送されている番組の中でも唯一楽しみで、他の予定を差し置いてでも観たい作品」と語っている。また、デイリー・バラエティ誌は「30分番組として過去最高の作品」、ニューヨーク・ヘラルド・トリビューン紙は「今年最も優れていて最も独創的なアンソロジー」と評している。しかし、批評家からの好評価をよそに、当初の視聴者の反応は芳しいものではなかった。CBSは21から22百万人程度の視聴者を見込んでいたが、第3話「運という名の男」（Mr. Denton on Doomsday）の視聴者が16.3百万人だった際には作品の存続も危ぶまれるようになった。それでも、11月の低視聴率を乗り切った頃にはABCやNBCの競合番組をしのぐようになったほか、スポンサーのゼネラルフーヅとキンバリー・クラークへの説得もあり、無事に第1シーズンの放送を終えることができた。
第1シーズンでは後のシーズンでおなじみになる要素のいくつかが確立されておらず、サーリングはナレーションと次回予告のみを担当しエピソードの最初には出演しない。シーズンフィナーレとなる第36話「すべては彼の意のままに」（A World of His Own）ではエピソードの最後に出演しており、後のシーズンの演出に向けた布石となっている。また、日本ではオカルト系番組のBGMとしてよく使われるマリウス・コンスタン作曲のテーマ曲も用いられておらず、アルフレッド・ヒッチコック監督作品の映画音楽で知られるバーナード・ハーマン作曲のテーマ曲が用いられている。オープニング映像にはラグーンの底を思わせるシンプルなイラストが用いられている。さらに、シーズン最後の4話はオープニング映像が異なり、ハーマン作曲のテーマ曲の短縮版と、瞳のクローズアップが沈む夕日に変化していくアニメーションが用いられている。本国での再放送ではオープニング映像のみ第2シーズンのものに差し替えられており、DVD、Blu-rayで修正されるまで本来のオープニング映像を観ることができなかった。
第1シーズンは第31話「媚薬」（The Chaser）を除くすべてのエピソードがサーリング、チャールズ・ボーモント、リチャード・マシスンいずれかの手による脚本であり、本作の方向性を決定付けている（3人は後に全156話中127話の脚本を担当することになる）。第1シーズンでは第5話「過去を求めて」（Walking Distance）、第8話「廃墟」（Time Enough at Last）、 第22話「疑惑」（The Monsters Are Due on Maple Street）、第34話「マネキン」（The After Hours）など全シーズンを通じても非常に有名なエピソードが制作され、これによってサーリングは自身4度目となるプライムタイム・エミー賞脚本賞ドラマ・シリーズ部門、バック・ホートンはプロデューサー組合賞、ジョン・ブラームは監督組合賞、そして本作は作品としてヒューゴー賞映像部門を受賞した。
| 話数 | サブタイトル                     | 原題                                 | 脚本                                                         | 監督                                      | 主演                     | 放送日         |
| ---- | -------------------------------- | ------------------------------------ | ------------------------------------------------------------ | ----------------------------------------- | ------------------------ | -------------- |
| 1    | そこには誰もいなかった           | Where Is Everybody?                  | ロッド・サーリング                                           | ロバート・スティーブンス                  | アール・ホリマン         | 1959年 10月2日 |
| 2    | 死神につかれた男                 | One for the Angels                   | ロッド・サーリング                                           | ロバート・パリッシュ                      | エド・ウィン             | 10月9日        |
| 3    | 運という名の男                   | Mr. Denton on Doomsday               | ロッド・サーリング                                           | アレン・レイズナー                        | ダン・デュリエ           | 10月16日       |
| 4    | スクリーンの中に消えた女         | The Sixteen-Millimeter Shrine        | ロッド・サーリング                                           | ミッチェル・ライゼン                      | アイダ・ルピノ           | 10月23日       |
| 5    | 過去を求めて                     | Walking Distance                     | ロッド・サーリング                                           | ロバート・スティーブンス                  | ギグ・ヤング             | 10月30日       |
| 6    | 良心を売った男                   | Escape Clause                        | ロッド・サーリング                                           | ミッチェル・ライゼン                      | デヴィッド・ウェイン     | 11月6日        |
| 7    | 星に流された男                   | The Lonely                           | ロッド・サーリング                                           | ジャック・スマイト                        | ジャック・ウォーデン     | 11月13日       |
| 8    | 廃墟                             | Time Enough at Last                  | ロッド・サーリング                                           | ジョン・ブラーム                          | バージェス・メレディス   | 11月20日       |
| 9    | 悪夢                             | Perchance to Dream                   | チャールズ・ボーモント                                       | ロバート・フローリー                      | リチャード・コンテ       | 11月27日       |
| 10   | 審判の夜                         | Judgment Night                       | ロッド・サーリング                                           | ジョン・ブラーム                          | ネヘマイア・パーソフ     | 12月4日        |
| 11   | 誰かが何処かで間違えた           | And When the Sky Was Opened          | ロッド・サーリング (原作 - リチャード・マシスン)             | ダグラス・ヘイズ                          | ロッド・テイラー         | 12月11日       |
| 12   | 彼に必要なもの                   | What You Need                        | ロッド・サーリング (原作 - ルイス・パジェット)               | アルビン・ガンツァー                      | スティーブ・コクラン     | 12月25日       |
| 13   | 顔を盗む男                       | The Four of Us Are Dying             | ロッド・サーリング (原作 - ジョージ・クレイトン・ジョンソン) | ジョン・ブラーム                          | ロス・マーティン         | 1960年 1月1日  |
| 14   | 地球への脱出                     | Third from the Sun                   | ロッド・サーリング (原作 - リチャード・マシスン)             | リチャード・L・ベア                       | フリッツ・ウィーバー     | 1月8日         |
| 15   | 放たれた矢                       | I Shot an Arrow into the Air         | ロッド・サーリング (原作 - マデロン・チャンピオン)           | スチュアート・ローゼンバーグ              | デューイ・マーティン     | 1月15日        |
| 16   | ヒッチハイカー                   | The Hitch-Hiker                      | ロッド・サーリング (原作 - ルシール・フレッチャー)           | アルビン・ガンツァー                      | インガー・スティーブンス | 1月22日        |
| 17   | 熱病                             | The Fever                            | ロッド・サーリング                                           | ロバート・フローリー                      | エヴェレット・スローン   | 1月29日        |
| 18   | 白い雲の果て                     | The Last Flight                      | リチャード・マシスン                                         | ウィリアム・クラクストン                  | ケネス・ハイ             | 2月5日         |
| 19   | 死相                             | The Purple Testament                 | ロッド・サーリング                                           | リチャード・L・ベア                       | ディック・ヨーク         | 2月12日        |
| 20   | 平和の園                         | Elegy                                | チャールズ・ボーモント                                       | ダグラス・ヘイズ                          | セシル・ケラウェイ       | 2月19日        |
| 21   | めぐりあい                       | Mirror Image                         | ロッド・サーリング                                           | ジョン・ブラーム                          | ヴェラ・マイルズ         | 2月26日        |
| 22   | 疑惑                             | The Monsters Are Due on Maple Street | ロッド・サーリング                                           | ロナルド・ウィンストン                    | クロード・エイキンス     | 3月4日         |
| 23   | 夢の中に消えた男                 | A World of Difference                | リチャード・マシスン                                         | テッド・ポスト                            | デヴィッド・ホワイト     | 3月11日        |
| 24   | ウォルター・ジェームソン氏の生涯 | Long Live Walter Jameson             | チャールズ・ボーモント                                       | アントン・リーダー                        | ケヴィン・マッカーシー   | 3月18日        |
| 25   | 人間という名の動物               | People Are Alike All Over            | ロッド・サーリング (原作 - ポール・フェアマン)               | ミッチェル・ライゼン                      | ロディ・マクドウォール   | 3月25日        |
| 26   | ある死刑囚                       | Execution                            | ロッド・サーリング (原作 - ジョージ・クレイトン・ジョンソン) | デヴィッド・オーリック・マクディアモン    | アルバート・サルミ       | 4月1日         |
| 27   | 奇蹟                             | The Big Tall Wish                    | ロッド・サーリング                                           | ロナルド・ウィンストン                    | イヴァン・ディクソン     | 4月8日         |
| 28   | 地獄にきた男                     | A Nice Place to Visit                | チャールズ・ボーモント                                       | ジョン・ブラーム                          | ラリー・ブライデン       | 4月15日        |
| 29   | 灰色の影                         | Nightmare as a Child                 | ロッド・サーリング                                           | アルビン・ガンツァー                      | ジャニス・ルール         | 4月29日        |
| 30   | 敗北者                           | A Stop at Willoughby                 | ロッド・サーリング                                           | ロバート・パリッシュ                      | ジェームズ・ダリー       | 5月6日         |
| 31   | 媚薬                             | The Chaser                           | ロバート・プレスネル・Jr. (原作 - ジョン・コリア)            | ダグラス・ヘイズ                          | ジョージ・グリザード     | 5月13日        |
| 32   | トランペットに憑かれた男         | A Passage for Trumpet                | ロッド・サーリング                                           | ドン・メドフォード                        | ジャック・クラグマン     | 5月20日        |
| 33   | ミスター・ビーバス               | Mr. Bevis                            | ロッド・サーリング                                           | ウィリアム・アッシャー                    | オーソン・ビーン         | 6月3日         |
| 34   | マネキン                         | The After Hours                      | ロッド・サーリング                                           | ダグラス・ヘイズ                          | アン・フランシス         | 6月10日        |
| 35   | 鉄腕ケーシー                     | The Mighty Casey                     | ロッド・サーリング                                           | アルビン・ガンツァー ロバート・パリッシュ | ジャック・ウォーデン     | 6月17日        |
| 36   | すべては彼の意のままに           | A World of His Own                   | リチャード・マシスン                                         | ラルフ・ネルソン                          | キーナン・ウィン         | 7月1日         |

### 第2シーズン
- 放送期間 1960年9月30日 - 1961年6月2日 29話 金曜 22:00 - 22:30 (EST)

You're traveling through another dimension, a dimension not only of sight and sound but of mind; a journey into a wondrous land whose boundaries are that of imagination. That's the signpost up ahead—your next stop, the Twilight Zone.
—ロッド・サーリングによるオープニング・ナレーション

ミステリー・ゾーン。不思議な物語が決して不思議ではなくなる世界。空想の力によってのみ知ることのできる謎の世界。ではミステリー・ゾーンのお話をこのテレビでご覧ください。
—久米明によるオープニング・ナレーション

第2シーズンは1960年9月30日から放送された。サーリングがエピソードの最初に出演するようになり、コンスタン作曲のテーマ曲も用いられるなど、後のシーズンでおなじみになる要素がここで確立している。オープニング映像には沈む夕日のアニメーションが用いられている。スポンサーはキンバリー・クラークがコルゲート・パーモリーブと交代し、さらにシーズン途中の1961年4月にはゼネラルフーヅがリゲット&マイヤー（現・リゲット・グループ）と交代した。
本作は当時としては特に制作費のかかる30分番組であり、第2シーズンが始まって5週間が過ぎた頃には赤字に転落した。新たにCBS社長に就任したジェームズ・T・オーブリーは本作に厳しく当たり、制作費の削減のため、従来のフィルムではなく安価なビデオテープでの撮影と、第2シーズンの話数の短縮を要求した。これについて、サーリングは「海のものとも山のものともつかない（neither fish nor fowl）」と不満を述べている。しかし、当時のビデオテープは比較的原始的なメディアで編集は不可能に近かったため、4台のカメラの映像をスイッチャーがその都度切り替えるという生放送さながらの撮影方法となり、ロケが困難となり物語に制約が出た。しかも、そのような芸術的犠牲を払っても、削減できたのは1話あたりたった6000ドル程度であったため、この試みはわずか6話で取り止めとなった。また、第2シーズンの話数の短縮により、撮影済みであった「墓」（The Grave）、「死神の訪れ」（Nothing in the Dark）の放送が第3シーズンに回されている。
第2シーズンからはサーリング、ボーモント、マシスン以外の手による脚本が増え、『2300年未来への旅』で知られるジョージ・クレイトン・ジョンソンが脚本としてテレビデビューを果たしている。第2シーズンでは第42話「みにくい顔」（Eye of the Beholder）、第43話「素晴らしき未来」（Nick of Time）、第45話「二つの夜」（The Trouble with Templeton）、第51話「遠来の客」（The Invaders）、第64話「火星人は誰だ」（Will the Real Martian Please Stand Up?）など評価の高いエピソードが制作され、これによってサーリングは自身5度目となるプライムタイム・エミー賞脚本賞ドラマ・シリーズ部門、ジョージ・T・クレメンスはプライムタイム・エミー賞撮影賞、そして本作は作品として2度目となるヒューゴー賞映像部門を受賞した。
| 話数 | サブタイトル             | 原題                                   | 脚本                                               | 監督                                   | 主演                     | 放送日         |
| ---- | ------------------------ | -------------------------------------- | -------------------------------------------------- | -------------------------------------- | ------------------------ | -------------- |
| 37   | キング・ナイン号帰還せず | King Nine Will Not Return              | ロッド・サーリング                                 | バズ・キューリック                     | ロバート・カミングス     | 1960年 9月30日 |
| 38   | 家宝の瓶                 | The Man in the Bottle                  | ロッド・サーリング                                 | ドン・メドフォード                     | ルーサー・アドラー       | 10月7日        |
| 39   | 鏡の中の男               | Nervous Man in a Four Dollar Room      | ロッド・サーリング                                 | ダグラス・ヘイズ                       | ジョー・マンテル         | 10月14日       |
| 40   | 機械嫌い                 | A Thing About Machines                 | ロッド・サーリング                                 | デヴィッド・オーリック・マクディアモン | リチャード・ヘイドン     | 10月28日       |
| 41   | 嵐の夜                   | The Howling Man                        | チャールズ・ボーモント                             | ダグラス・ヘイズ                       | H・M・ワイナント         | 11月4日        |
| 42   | みにくい顔               | Eye of the Beholder                    | ロッド・サーリング                                 | ダグラス・ヘイズ                       | ドナ・ダグラス           | 11月11日       |
| 43   | 素晴らしき未来           | Nick of Time                           | リチャード・マシスン                               | リチャード・L・ベア                    | ウィリアム・シャトナー   | 11月18日       |
| 44   | 合成人間の家             | The Lateness of the Hour               | ロッド・サーリング                                 | ジャック・スマイト                     | インガー・スティーブンス | 12月2日        |
| 45   | 二つの夜                 | The Trouble with Templeton             | E・ジャック・ニューマン                            | バズ・キューリック                     | ブライアン・エイハーン   | 12月9日        |
| 46   | 奇妙なカメラ             | A Most Unusual Camera                  | ロッド・サーリング                                 | ジョン・リッチ                         | フレッド・クラーク       | 12月16日       |
| 47   | 弱き者の聖夜             | The Night of the Meek                  | ロッド・サーリング                                 | ジャック・スマイト                     | アート・カーニー         | 12月23日       |
| 48   | 縄                       | Dust                                   | ロッド・サーリング                                 | ダグラス・ヘイズ                       | トーマス・ゴメス         | 1961年 1月6日  |
| 49   | 過ぎし日を               | Back There                             | ロッド・サーリング                                 | デヴィッド・オーリック・マクディアモン | ラッセル・ジョンソン     | 1月13日        |
| 50   | 因縁も売り物です         | The Whole Truth                        | ロッド・サーリング                                 | ジェームズ・シェルダン                 | ジャック・カーソン       | 1月20日        |
| 51   | 遠来の客                 | The Invaders                           | リチャード・マシスン                               | ダグラス・ヘイズ                       | アグネス・ムーアヘッド   | 1月27日        |
| 52   | 8時間の奇蹟              | A Penny for Your Thoughts              | ジョージ・クレイトン・ジョンソン                   | ジェームズ・シェルダン                 | ディック・ヨーク         | 2月3日         |
| 53   | No.22の暗示              | Twenty Two                             | ロッド・サーリング (原作 - ベネット・サーフ)       | ジャック・スマイト                     | バーバラ・ニコルズ       | 2月10日        |
| 54   | 33号機の漂流             | The Odyssey of Flight 33               | ロッド・サーリング                                 | ジャス・アディス                       | ジョン・アンダーソン     | 2月24日        |
| 55   | 強いぞディングル君       | Mr. Dingle, the Strong                 | ロッド・サーリング                                 | ジョン・ブラーム                       | バージェス・メレディス   | 3月3日         |
| 56   | ノイズに憑かれた男       | Static                                 | チャールズ・ボーモント (原作 - オーシーオ・リッチ) | バズ・キューリック                     | ディーン・ジャガー       | 3月10日        |
| 57   | サイコロ人生             | The Prime Mover                        | チャールズ・ボーモント                             | リチャード・L・ベア                    | バディ・イブセン         | 3月24日        |
| 58   | 長距離電話               | Long Distance Call                     | チャールズ・ボーモント ウィリアム・イデルソン      | ジェームズ・シェルダン                 | フィリップ・アボット     | 3月31日        |
| 59   | 幻の砂丘                 | A Hundred Yards Over the Rim           | ロッド・サーリング                                 | バズ・キューリック                     | クリフ・ロバートソン     | 4月7日         |
| 60   | 砂の上の宝               | The Rip Van Winkle Caper               | ロッド・サーリング                                 | ジャス・アディス                       | サイモン・オークランド   | 4月21日        |
| 61   | 沈黙の世界               | The Silence                            | ロッド・サーリング                                 | ボリス・セイガル                       | フランチョット・トーン   | 4月28日        |
| 62   | 夢の世界                 | Shadow Play                            | チャールズ・ボーモント                             | ジョン・ブラーム                       | デニス・ウィーバー       | 5月5日         |
| 63   | 群集よさらば             | The Mind and the Matter                | ロッド・サーリング                                 | バズ・キューリック                     | シェリー・バーマン       | 5月12日        |
| 64   | 火星人は誰だ             | Will the Real Martian Please Stand Up? | ロッド・サーリング                                 | モンゴメリー・ピットマン               | ジョン・ホイト           | 5月26日        |
| 65   | 無用な男                 | The Obsolete Man                       | ロッド・サーリング                                 | エリオット・シルバースタイン           | バージェス・メレディス   | 6月2日         |

### 第3シーズン
- 放送期間 1961年9月15日 - 1962年6月1日 37話 金曜 22:00 - 22:30 (EST)

You're traveling through another dimension, a dimension not only of sight and sound but of mind; a journey into a wondrous land whose boundaries are that of imagination. Your next stop, the Twilight Zone.
—ロッド・サーリングによるオープニング・ナレーション

これは別世界への旅です。目や耳や心だけの別世界ではなく、想像に絶したすばらしい世界への旅。あなたは今、ミステリー・ゾーンに入ろうとしているのです。
—明石一によるオープニング・ナレーション

第3シーズンは1961年9月15日から放送された。オープニング映像には中心がズレて回転する同心円のアニメーションが用いられている。スポンサーはチェスターフィールド（フィリップモリスのタバコ）、バファリン（ブリストル・マイヤーズの解熱鎮痛剤）、ペプシコーラと交代した。
第3シーズンの頃になると、サーリングは「今ほどアイデアが枯渇していると感じたことはない」と疲れを感じ始め、バラエティ誌は「この作品は今や自分自身を食い物にしているようだ」と評している。それでも、サーリングは第73話「こどもの世界」（It's a Good Life）、第79話「奇妙な奈落」（Five Characters in Search of an Exit）、第89話「人類に供す」（To Serve Man）など名作と呼ばれる脚本を書き上げた。ボーモント、マシスン、ジョンソンに加えて、新たにモンゴメリー・ピットマンやアール・ハムナー・Jr.の手による脚本が脇を固め、『火星年代記』や『華氏451度』で知られるレイ・ブラッドベリも第100話「ロボットの歌」（I Sing the Body Electric）を寄稿している。第2シーズンに引き続き、サーリングがプライムタイム・エミー賞脚本賞ドラマ・シリーズ部門、クレメンスがプライムタイム・エミー賞撮影賞にノミネートされたが、いずれも受賞を逃している。一方で、本作は作品として3度目となるヒューゴー賞映像部門を受賞し、これは2011年に『ドクター・フー』に破られるまで史上最多記録であった。
| 話数 | サブタイトル       | 原題                                 | 脚本                                                         | 監督                                            | 主演                       | 放送日         |
| ---- | ------------------ | ------------------------------------ | ------------------------------------------------------------ | ----------------------------------------------- | -------------------------- | -------------- |
| 66   | 最後の二人         | Two                                  | モンゴメリー・ピットマン                                     | モンゴメリー・ピットマン                        | エリザベス・モンゴメリー   | 1961年 9月15日 |
| 67   | 到着               | The Arrival                          | ロッド・サーリング                                           | ボリス・セイガル                                | ハロルド・J・ストーン      | 9月22日        |
| 68   | 生と死の世界       | The Shelter                          | ロッド・サーリング                                           | ラモント・ジョンソン                            | ラリー・ゲイツ             | 9月29日        |
| 69   | 遠い道             | The Passersby                        | ロッド・サーリング                                           | エリオット・シルバースタイン                    | ジェームズ・グレゴリー     | 10月6日        |
| 70   | 栄光の報酬         | A Game of Pool                       | ジョージ・クレイトン・ジョンソン                             | バズ・キューリック                              | ジャック・クラグマン       | 10月13日       |
| 71   | 鏡                 | The Mirror                           | ロッド・サーリング                                           | ドン・メドフォード                              | ピーター・フォーク         | 10月20日       |
| 72   | 墓                 | The Grave                            | モンゴメリー・ピットマン                                     | モンゴメリー・ピットマン                        | リー・ヴァン・クリーフ     | 10月27日       |
| 73   | こどもの世界       | It's a Good Life                     | ロッド・サーリング (原作 - ジェローム・ビクスビー)           | ジェームズ・シェルダン                          | ビル・マミー               | 11月3日        |
| 74   | 亡霊裁判           | Deaths-Head Revisited                | ロッド・サーリング                                           | ドン・メドフォード                              | ジョセフ・シルドクラウト   | 11月10日       |
| 75   | 狂った太陽         | The Midnight Sun                     | ロッド・サーリング                                           | アントン・リーダー                              | ロイス・ネットルトン       | 11月17日       |
| 76   | 魔書と南軍         | Still Valley                         | ロッド・サーリング (原作 - マンリー・ウェイド・ウェルマン)   | ジェームズ・シェルダン                          | ゲイリー・メリル           | 11月24日       |
| 77   | ジャングルの呪い   | The Jungle                           | チャールズ・ボーモント                                       | ウィリアム・クラクストン                        | ジョン・デナー             | 12月1日        |
| 78   | 昔はよかった物語   | Once Upon a Time                     | リチャード・マシスン                                         | ノーマン・Z・マクロード                         | バスター・キートン         | 12月15日       |
| 79   | 奇妙な奈落         | Five Characters in Search of an Exit | ロッド・サーリング (原作 - マービン・ペタル)                 | ラモント・ジョンソン                            | ウィリアム・ウィンダム     | 12月22日       |
| 80   | 日本軍の洞窟       | A Quality of Mercy                   | ロッド・サーリング (原作 - サム・ロルフ)                     | バズ・キューリック                              | ディーン・ストックウェル   | 12月29日       |
| 81   | 死神の訪れ         | Nothing in the Dark                  | ジョージ・クレイトン・ジョンソン                             | ラモント・ジョンソン                            | グラディス・クーパー       | 1962年 1月5日  |
| 82   | 水爆落ちる         | One More Pallbearer                  | ロッド・サーリング                                           | ラモント・ジョンソン                            | ジョセフ・ワイズマン       | 1月12日        |
| 83   | 死人の靴           | Dead Man's Shoes                     | チャールズ・ボーモント                                       | モンゴメリー・ピットマン                        | ウォーレン・スティーブンス | 1月19日        |
| 84   | 狩りの最中突然に   | The Hunt                             | アール・ハムナー・Jr.                                        | ハロルド・シュスター                            | アーサー・ハニカット       | 1月26日        |
| 85   | 西部劇作法         | Showdown with Rance McGrew           | ロッド・サーリング (原案 - フレデリック・ルイス・フォックス) | クリスチャン・ネイビー                          | ラリー・ブライデン         | 2月2日         |
| 86   | 真夜中の遊戯       | Kick the Can                         | ジョージ・クレイトン・ジョンソン                             | ラモント・ジョンソン                            | アーネスト・トリュクス     | 2月9日         |
| 87   | ピアノの怪         | A Piano in the House                 | アール・ハムナー・Jr.                                        | デヴィッド・グリーン                            | バリー・モース             | 2月16日        |
| 88   | 蘇ったジェフ       | The Last Rites of Jeff Myrtlebank    | モンゴメリー・ピットマン                                     | モンゴメリー・ピットマン                        | ジェームズ・ベスト         | 2月23日        |
| 89   | 人類に供す         | To Serve Man                         | ロッド・サーリング (原作 - デーモン・ナイト)                 | リチャード・L・ベア                             | ロイド・ボックナー         | 3月2日         |
| 90   | 星のシンデレラ     | The Fugitive                         | チャールズ・ボーモント                                       | リチャード・L・ベア                             | スーザン・ゴードン         | 3月9日         |
| 91   | 消えた少女         | Little Girl Lost                     | リチャード・マシスン                                         | ポール・スチュワート                            | チャールズ・エイドマン     | 3月16日        |
| 92   | 自分を探す男       | Person or Persons Unknown            | チャールズ・ボーモント                                       | ジョン・ブラーム                                | リチャード・ロング         | 3月23日        |
| 93   | こびと虐殺         | The Little People                    | ロッド・サーリング                                           | ウィリアム・クラクストン                        | クロード・エイキンス       | 3月30日        |
| 94   | 悪意の果て         | Four O'Clock                         | ロッド・サーリング (原作 - プライス・デイ)                   | ラモント・ジョンソン                            | セオドア・バイケル         | 4月6日         |
| 95   | ほら吹きフリスビィ | Hocus-Pocus and Frisby               | ロッド・サーリング (原作 - フレデリック・ルイス・フォックス) | ラモント・ジョンソン                            | アンディ・ディヴァイン     | 4月13日        |
| 96   | たそがれの賭け     | The Trade-Ins                        | ロッド・サーリング                                           | エリオット・シルバースタイン                    | ジョセフ・シルドクラウト   | 4月20日        |
| 97   | 天よりの使者       | The Gift                             | ロッド・サーリング                                           | アレン・H・マイナー                             | ジェフリー・ホーン         | 4月27日        |
| 98   | 生きている人形     | The Dummy                            | ロッド・サーリング (原作 - リー・ポーク)                     | アブナー・ビーバーマン                          | クリフ・ロバートソン       | 5月4日         |
| 99   | 亡き母の招き       | Young Man's Fancy                    | リチャード・マシスン                                         | ジョン・ブラーム                                | フィリス・サクスター       | 5月11日        |
| 100  | ロボットの歌       | I Sing the Body Electric             | レイ・ブラッドベリ                                           | ウィリアム・クラクストン ジェームズ・シェルダン | ジョセフィン・ハッチンソン | 5月18日        |
| 101  | みならい天使       | Cavender Is Coming                   | ロッド・サーリング                                           | クリスチャン・ネイビー                          | キャロル・バーネット       | 5月25日        |
| 102  | 栄光ある引退       | The Changing of the Guard            | ロッド・サーリング                                           | ロバート・エリス・ミラー                        | ドナルド・プレザンス       | 6月1日         |

### 第4シーズン
- 放送期間 1963年1月3日 - 1963年5月23日 18話 木曜 21:00 - 22:00 (EST)

You unlock this door with the key of imagination. Beyond it is another dimension: a dimension of sound, a dimension of sight, a dimension of mind. You're moving into a land of both shadow and substance, of things and ideas; you've just crossed over into the Twilight Zone.
—ロッド・サーリングによるオープニング・ナレーション

これは別世界への旅です。目や耳や心だけではなく、想像を絶したすばらしい世界への旅。あなたは今、ミステリー・ゾーンへ入ろうとしているのです。
—千葉耕一によるオープニング・ナレーション

第4シーズンは1963年1月3日から放送された。オープニング映像には空中に浮かんだドアが開き、割れた窓、眼球、質量エネルギー等価則、木製の人形、振り子時計などが次々と現れるという、後のリメイク版でも踏襲される有名なアニメーションが用いられている。スポンサーはジョンソン・エンド・ジョンソンと交代した。
第4シーズンはこれまでのシーズンとは異なり1時間番組となった。これは、第4シーズンのためのスポンサーの確保に手間取った結果、新番組のシットコム『フェア・エクスチェンジ』（Fair Exchange）と放送枠が入れ替わり、後半の30分枠を埋める必要に迫られたためである。これは制作陣には不評であり、サーリングは「本作は完璧な30分番組だ。もし1時間番組にするなら物語をソープオペラのように膨らませる必要があり、視聴者は初めの15分を『トワイライト・ゾーン』を観ているのか『ウェスティングハウス・デシル劇場』を観ているのか判らぬまま過ごす羽目になるだろう」と不満を述べている。この混乱の中で、ホートンは本作を離れてフォー・スター・テレビジョンに移籍することになり、後任のプロデューサーにハーバート・ハーシュマンが就任した。上述の新しいオープニング映像はハーシュマンの決定によるものである。
第4シーズンも引き続きサーリング、ボーモント、マシスンの手による脚本が多いが、サーリングは休息も兼ねて母校のアンティオック大学で教鞭をとることになったため、制作総指揮として意見を通すことは少なくなり、ナレーションの収録も出張先から行うことが多くなった。ボーモントも病気を患ったことで徐々に発言力が衰えていき（1967年に38歳の若さで死去）、ハムナーとレジナルド・ローズが間を埋めるようにして本作を支えた。また、シーズンも残り5話となったところで、ハーシュマンは本作を離れてスパイドラマ『エスピオナージ』（Espionage）を担当することになり、後任のプロデューサーにパイロット版「ザ・タイム・エレメント」を担当したグラネが就任した。グラネの最初の担当は第118話「太陽が二つかがやく」（On Thursday We Leave for Home）で、これはサーリングが第4シーズンで最も効果的なエピソードと考えていたものだった。
| 話数 | サブタイトル       | 原題                                | 脚本                                               | 監督                           | 主演                     | 放送日        |
| ---- | ------------------ | ----------------------------------- | -------------------------------------------------- | ------------------------------ | ------------------------ | ------------- |
| 103  | おのれの影         | In His Image                        | チャールズ・ボーモント                             | ペリー・ラファティ             | ジョージ・グリザード     | 1963年 1月3日 |
| 104  | 海底の墳墓         | The Thirty-Fathom Grave             | ロッド・サーリング                                 | ペリー・ラファティ             | マイク・ケリン           | 1月10日       |
| 105  | 幻の谷間           | Valley of the Shadow                | チャールズ・ボーモント                             | ペリー・ラファティ             | デビッド・オパトシュ     | 1月17日       |
| 106  | 暗闇の男           | He's Alive                          | ロッド・サーリング                                 | スチュアート・ローゼンバーグ   | デニス・ホッパー         | 1月24日       |
| 107  | 物云わぬ少女       | Mute                                | リチャード・マシスン                               | スチュアート・ローゼンバーグ   | アン・ジリアン           | 1月31日       |
| 108  | 幻の宇宙船         | Death Ship                          | リチャード・マシスン                               | ドン・メドフォード             | ジャック・クラグマン     | 2月7日        |
| 109  | 夜の女豹           | Jess-Belle                          | アール・ハムナー・Jr.                              | バズ・キューリック             | ジェームス・ベスト       | 2月14日       |
| 110  | 人形の家で         | Miniature                           | チャールズ・ボーモント                             | ウォルター・グローマン         | ロバート・デュヴァル     | 2月21日       |
| 111  | 魅いられた男       | Printer's Devil                     | チャールズ・ボーモント                             | ラルフ・セネンスキー           | バージェス・メレディス   | 2月28日       |
| 112  | 歴史のかきかえ     | No Time Like the Past               | ロッド・サーリング                                 | ジャス・アディス               | ダナ・アンドリュース     | 3月7日        |
| 113  | 宇宙飛行士の幻想   | The Parallel                        | ロッド・サーリング                                 | アラン・クロスランド・Jr.      | スティーヴ・フォレスト   | 3月14日       |
| 114  | 四つめの願い       | I Dream of Genie                    | ジョン・フリア・Jr.                                | ロバート・ギスト               | ハワード・モリス         | 3月21日       |
| 115  | 陳列された目       | The New Exhibit                     | チャールズ・ボーモント                             | ジョン・ブラーム               | マーティン・バルサム     | 4月4日        |
| 116  | 再び故郷へ         | Of Late I Think of Cliffordville    | ロッド・サーリング (原作 - マルコム・ジェームソン) | デヴィッド・ローウェル・リッチ | アルバート・サルミ       | 4月11日       |
| 117  | 落ちた時計         | The Incredible World of Horace Ford | レジナルド・ローズ                                 | アブナー・バイバーマン         | パット・ヒングル         | 4月18日       |
| 118  | 太陽が二つかがやく | On Thursday We Leave for Home       | ロッド・サーリング                                 | バズ・キューリック             | ジェームズ・ホイットモア | 5月2日        |
| 119  | 霧に消えた船       | Passage on the Lady Anne            | チャールズ・ボーモント                             | ラモント・ジョンソン           | ジョイス・ヴァン・パタン | 5月9日        |
| 120  | 魔法入門           | The Bard                            | ロッド・サーリング                                 | デヴィッド・バトラー           | ジャック・ウェストン     | 5月23日       |

### 第5シーズン
- 放送期間 1963年9月27日 - 1964年6月19日 36話 金曜 21:30 - 22:00 (EST)

You unlock this door with the key of imagination. Beyond it is another dimension: a dimension of sound, a dimension of sight, a dimension of mind. You're moving into a land of both shadow and substance, of things and ideas; you've just crossed over into the Twilight Zone.
—ロッド・サーリングによるオープニング・ナレーション

これは別世界への旅です。目や耳や心だけの別世界ではなく、想像に絶したすばらしい世界への旅。あなたは今、ミステリー・ゾーンに入ろうとしているのです。
—千葉耕一によるオープニング・ナレーション

| 話数 | サブタイトル         | 原題                                   | 脚本                                                           | 監督                         | 主演                               | 放送日         |
| ---- | -------------------- | -------------------------------------- | -------------------------------------------------------------- | ---------------------------- | ---------------------------------- | -------------- |
| 121  | 殺すなら私を…        | In Praise of Pip                       | ロッド・サーリング                                             | ジョセフ・M・ニューマン      | ジャック・クラグマン               | 1963年 9月27日 |
| 122  | 四角い墓場           | Steel                                  | リチャード・マシスン                                           | ドン・ワイズ                 | リー・マーヴィン、ジョー・マンテル | 10月4日        |
| 123  | 二万フィートの戦慄   | Nightmare at 20,000 Feet               | リチャード・マシスン                                           | リチャード・ドナー           | ウィリアム・シャトナー             | 10月11日       |
| 124  | 世界が静止する日     | A Kind of a Stopwatch                  | ロッド・サーリング (原作 - マイケル・D・ローゼンタール)        | ジョン・リッチ               | リチャード・アードマン             | 10月18日       |
| 125  | 小さくしてくれ       | The Last Night of a Jockey             | ロッド・サーリング                                             | ジョセフ・M・ニューマン      | ミッキー・ルーニー                 | 10月25日       |
| 126  | 殺してごめんなさい   | Living Doll                            | チャールズ・ボーモント                                         | リチャード・C・サラフィアン  | テリー・サヴァラス                 | 11月1日        |
| 127  | 洞窟の予言者         | The Old Man in the Cave                | ロッド・サーリング (原作 - ヘンリー・スレッサー)               | アラン・クロスランド・Jr.    | ジェームズ・コバーン               | 11月8日        |
| 128  | 憎悪の家             | Uncle Simon                            | ロッド・サーリング                                             | ドン・シーゲル               | セドリック・ハードウィック         | 11月15日       |
| 129  | 禁断の遊星           | Probe 7                                | ロッド・サーリング                                             | テッド・ポスト               | リチャード・ベースハート           | 11月29日       |
| 130  | 幻の騎兵隊           | The 7th Is Made Up of Phantoms         | ロッド・サーリング                                             | アラン・クロスランド・Jr.    | ロン・フォスター                   | 12月6日        |
| 131  | ある泉からの一杯     | A Short Drink from a Certain Fountain  | ロッド・サーリング (原作 - ルー・ホルツ)                       | バーナード・ジラード         | パトリック・オニール               | 12月13日       |
| 132  | 命を刻む時計         | Ninety Years Without Slumbering        | リチャード・デ・ロイ (原作 - ジョージ・クレイトン・ジョンソン) | ロジャー・ケイ               | エド・ウィン                       | 12月20日       |
| 133  | 指輪の中の顔         | Ring-a-Ding Girl                       | アール・ハムナー・Jr.                                          | アラン・クロスランド・Jr.    | マギー・マクナマラ                 | 12月27日       |
| 134  | 車は知っていた       | You Drive                              | アール・ハムナー・Jr.                                          | ジョン・ブラーム             | エドワード・アンドリュース         | 1964年 1月3日  |
| 135  | 帰ってきた宇宙船     | The Long Morrow                        | ロッド・サーリング                                             | ロバート・フローリー         | ロバート・ランシング               | 1月10日        |
| 136  | 百万ドルの変身       | The Self-Improvement of Salvadore Ross | ジェリー・マクニーリー (原作 - ヘンリー・スレッサー)           | ドン・シーゲル               | ドン・ゴードン                     | 1月17日        |
| 137  | ある改造             | Number 12 Looks Just Like You          | ジョン・トマーリン (原作 - チャールズ・ボーモント)             | アブナー・バイバーマン       | コリン・ウィルコックス             | 1月24日        |
| 138  | 黒い訪問者           | Black Leather Jackets                  | アール・ハムナー・Jr.                                          | ジョセフ・M・ニューマン      | リー・キンソルビング               | 1月31日        |
| 139  | 真夜中に呼ぶ声       | Night Call                             | リチャード・マシスン                                           | ジャック・ターナー           | グラディス・クーパー               | 2月7日         |
| 140  | 女性にご用心         | From Agnes—With Love                   | バーナード・C・ショーエンフェルド                              | リチャード・ドナー           | ウォーリー・コックス               | 2月14日        |
| 141  | 甦った過去           | Spur of the Moment                     | リチャード・マシスン                                           | エリオット・シルバースタイン | ダイアナ・ハイランド               | 2月21日        |
| 142  | ふくろうの河         | An Occurrence at Owl Creek Bridge      | ロベール・アンリコ (原作 - アンブローズ・ビアス)               | ロベール・アンリコ           | ロジェ・ジャッケ                   | 2月28日        |
| 143  | エジプトの女王       | Queen of the Nile                      | チャールズ・ボーモント                                         | ジョン・ブラーム             | リー・フィリップス                 | 3月6日         |
| 144  | 狂った映像           | What's in the Box                      | マーティン・M・ゴールドスミス                                  | リチャード・L・ベア          | ウィリアム・デマレスト             | 3月13日        |
| 145  | 生きている仮面       | The Masks                              | ロッド・サーリング                                             | アイダ・ルピノ               | ロバート・キース                   | 3月20日        |
| 146  | 暗黒の死刑台         | I Am the Night—Color Me Black          | ロッド・サーリング                                             | アブナー・バイバーマン       | マイケル・コンスタンティン         | 3月27日        |
| 147  | 音と静けさ           | Sounds and Silences                    | ロッド・サーリング                                             | リチャード・ドナー           | ジョン・マクギバー                 | 4月3日         |
| 148  | 人形はささやく       | Caesar and Me                          | アデーレ・T・ストラスフィールド                                | ロバート・バトラー           | ジャッキー・クーパー               | 4月10日        |
| 149  | 処刑のベルが鳴るとき | The Jeopardy Room                      | ロッド・サーリング                                             | リチャード・ドナー           | マーティン・ランドー               | 4月17日        |
| 150  | 連れて来たのはだれ？ | Stopover in a Quiet Town               | アール・ハムナー・Jr.                                          | ロン・ウィンストン           | バリー・ネルソン                   | 4月24日        |
| 151  | 対決                 | The Encounter                          | マーティン・M・ゴールドスミス                                  | ロバート・バトラー           | ネヴィル・ブランド                 | 5月1日         |
| 152  | 死者を呼ぶ男         | Mr. Garrity and the Graves             | ロッド・サーリング (原作 - マイク・コロロゴス)                 | テッド・ポスト               | ジョン・デナー                     | 5月8日         |
| 153  | 最後の支配者         | The Brain Center at Whipple's          | ロッド・サーリング                                             | リチャード・ドナー           | リチャード・ディーコン             | 5月15日        |
| 154  | 死ぬほど愛して       | Come Wander with Me                    | アンソニー・ウィルソン                                         | リチャード・ドナー           | ゲイリー・クロスビー               | 5月22日        |
| 155  | 闇に光る指紋         | The Fear                               | ロッド・サーリング                                             | テッド・ポスト               | ピーター・マーク・リッチマン       | 5月29日        |
| 156  | 水に消えた影         | The Bewitchin' Pool                    | アール・ハムナー・Jr.                                          | ジョセフ・M・ニューマン      | メアリー・バダム                   | 6月19日        |

## 受賞

### ゴールデングローブ賞
| 年（回）  | 部門                      | 候補者             | 候補作品                 | 結果 |
| --------- | ------------------------- | ------------------ | ------------------------ | ---- |
| 1963 (20) | Best TV Producer/Director | ロッド・サーリング | 『トワイライト・ゾーン』 | 受賞 |

### エミー賞
| 年（回）  | 部門                       | 候補者                                        | 候補作品                 | 結果       |
| --------- | -------------------------- | --------------------------------------------- | ------------------------ | ---------- |
| 1960 (12) | 脚本賞ドラマ・シリーズ部門 | ロッド・サーリング                            | 『トワイライト・ゾーン』 | 受賞       |
| 1961 (13) | 作品賞ドラマ・シリーズ部門 | -                                             | 『トワイライト・ゾーン』 | ノミネート |
| 1961 (13) | 脚本賞ドラマ・シリーズ部門 | ロッド・サーリング                            | 『トワイライト・ゾーン』 | 受賞       |
| 1961 (13) | 撮影賞                     | ジョージ・T・クレメンス                       | 『トワイライト・ゾーン』 | 受賞       |
| 1962 (14) | 脚本賞ドラマ・シリーズ部門 | ロッド・サーリング                            | 『トワイライト・ゾーン』 | ノミネート |
| 1962 (14) | 撮影賞                     | ジョージ・T・クレメンス                       | 『トワイライト・ゾーン』 | ノミネート |
| 1963 (15) | 撮影賞                     | ジョージ・T・クレメンス ロバート・W・ピタック | 『トワイライト・ゾーン』 | ノミネート |

### ヒューゴー賞
| 年（回） | 部門     | 候補作品                 | 結果       |
| -------- | -------- | ------------------------ | ---------- |
| 1960 (6) | 映像部門 | 『トワイライト・ゾーン』 | 受賞       |
| 1961 (7) | 映像部門 | 『トワイライト・ゾーン』 | 受賞       |
| 1962 (8) | 映像部門 | 『トワイライト・ゾーン』 | 受賞       |
| 1963 (9) | 映像部門 | 『トワイライト・ゾーン』 | ノミネート |

### サターン賞
| 年（回）  | 部門                        | 候補者 | 候補作品                                    | 結果       |
| --------- | --------------------------- | ------ | ------------------------------------------- | ---------- |
| 2010 (37) | Best Television DVD Release | -      | 『トワイライト・ゾーン』（第1 - 2シーズン） | 受賞       |
| 2011 (38) | Best Television DVD Release | -      | 『トワイライト・ゾーン』（第3 - 5シーズン） | ノミネート |

## リメイク版

### 劇場版
1983年に『トワイライトゾーン/超次元の体験』が公開された。ナレーターはバージェス・メレディス。全4エピソード。ジョン・ランディス、スティーヴン・スピルバーグ、ジョー・ダンテ、ジョージ・ミラーが各1エピソードずつ監督し、最初のエピソード以外はテレビドラマ版からのリメイクである。

### テレビドラマ

#### 1985年版
1985年9月27日から1989年4月15日までCBS系列および番組販売によって放送された。ナレーターはチャールズ・エイドマン、ロビン・ワード。全3シーズン・全65話・全110エピソード。日本では『新トワイライトゾーン』の邦題で第1シーズンがビデオ販売されたほか、TBS系列によって第3シーズンが放送された。

#### スペシャル版
1994年5月19日にCBS系列によって『トワイライトゾーン 最終章 ロッド・サーリング・スペシャル』が放送された。ホストはジェームズ・アール・ジョーンズ。サーリングの未使用脚本「人生の予告編」「死者の棲む街」を元に映像化したテレビ映画である。
- 監督 - ロバート・マーコウィッツ（英語版）
- 脚本 - ロッド・サーリング、リチャード・マシスン（「人生の予告編」）

#### 2002年版
2002年9月18日から2003年5月21日までUPNによって放送された。ホストはフォレスト・ウィテカー。全1シーズン・全22話・全43エピソード。日本ではミステリチャンネル（現・AXNミステリー）によって放送された。

#### 2019年版
2019年4月1日から2020年6月25日までParamount+やAmazon Prime Videoによって配信された。ホストはジョーダン・ピール。全2シーズン・全20話。日本ではスーパー!ドラマTVによって放送された。

## 小説版
サーリング自身が手がけたノベライズは、日本では『ミステリーゾーン』『ミステリーゾーン 2』（矢野浩三郎 ほか訳、文春文庫）に収録されている。これに続いて第3巻・第4巻も刊行されているが、こちらはノベライズではなく、脚本元になった原作小説をアンソロジー形式に編纂したものである。なお、邦題はテレビドラマ版の邦題とは異なるものとなっている。

### 収録作品
括弧内はテレビドラマ版の邦題。
『ミステリーゾーン』
（矢野浩三郎 ほか訳、1983年10月、ISBN 978-4-167-27523-5）
- だれもいなくなった町（そこには誰もいなかった）
- 歩いて行ける距離（過去を求めて）
- 怪力ディングル（強いぞ、ディングル君）
- 時のかなたに（過ぎし日を）
- 熱狂（熱病）
- メープル通りの怪（疑惑）
- 大いなる願い（奇蹟）
- 機械に脅迫された男（機械ぎらい）
- ウィラビーに停車（敗北者）

『ミステリーゾーン 2』
（矢野浩三郎・村松潔 訳、1986年8月、ISBN 978-4-167-27561-7）
- 真夜中の太陽（狂った太陽）
- 免除条項（良心を売った男）
- 魔法の砂（縄）
- 奇跡の左腕ケイシー（鉄腕ケイシー）
- 核シェルター（生と死の世界）
- ランス・マグルーとの対決（西部劇作法）
- リップ・ヴァン・ウィンクルの犯罪（砂の上の宝）
- 真実のみ（因縁も売りものです）
- フライト33 時間の旅（33号機の漂流）
- 孤独な男（星に流された男）
- 柔和な人のクリスマス（弱き者の聖夜）

『ミステリーゾーン 3』
（矢野浩三郎 訳、1989年11月、ISBN 978-4-167-27595-2）
- ヘンリー・スレッサー「サルバドア・ロスの自己改良」（百万ドルの変身）
- チャールズ・ボーモント「楽園に眠る」（平和の園）
- リチャード・マシスン「言葉のない少年」（物言わぬ少女）
- リチャード・マシスン「スティール」（四角い墓場）
- チャールズ・ボーモント「ジャングル」（ジャングルの呪い）
- デーモン・ナイト「人類饗応法」（人類に供す） - 別邦題「人類供応法」
- チャールズ・ボーモント「そっくりの人」（おのれの影）
- リチャード・マシスン「消えた少女」（消えた少女）
- チャールズ・ボーモント「悪魔が来たりて―?」（魅いられた男）

『ミステリーゾーン 4』
（矢野浩三郎 訳、1994年8月、ISBN 978-4-167-30935-0）
- チャールズ・ボーモント「レディに捧げる歌」（霧に消えた船）
- リチャード・マシスン「高度二万フィートの悪夢」（二万フィートの戦慄）
- ジェローム・ビクスビー「日々是好日」（こどもの世界） - 別邦題「きょうも上天気」
- リチャード・マシスン「死の宇宙船」（幻の宇宙船）
- チャールズ・ボーモント「夢を見るかも……」（悪夢）
- リチャード・マシスン「消えていく」（誰かが何処かで間違えた）
- チャールズ・ボーモント「吠える男」（嵐の夜）
- リチャード・マシスン「遠い電話」（真夜中に呼ぶ声）
- レイ・ブラッドベリ「素晴らしきかな、電子の人」（ロボットの歌） - 別邦題「歌おう、感電するほどの喜びを!」

上記のほかに、ウォルター・B・ギブスンが「鏡像」（テレビドラマ版の邦題「めぐりあい」。早川書房『ミステリマガジン』第594号に収録）、「幻の砂丘」（テレビドラマ版の邦題同じ。角川文庫『地球の静止する日』に収録）を執筆している。脚本を元にしており、サーリングとの共作という形になっている。
また、サーリングの娘であるアン・サーリング=サットンが『One for the Angels』（テレビドラマ版の邦題「死神につかれた男」）、『The Changing of the Guard』（テレビドラマ版の邦題「栄光ある引退」）を執筆している。ただし、どちらも日本語版未訳である。

## 備考
- テレビドラマ『世にも奇妙な物語』は本作から大きく影響を受けており、本作のサーリングと同様にタモリをストーリーテラーに迎え、複数エピソードで構成されるアンソロジー形式の作品となっている[69]。また、テレビドラマ『ウルトラQ』も本作と『アウター・リミッツ』の二作から大きく影響を受けているが、制作途中で怪奇現象を中心としたドラマから怪獣を中心としたドラマに路線変更され、これが後の「ウルトラシリーズ」に繋がった[70]。
- 本作をモチーフにしたフリーフォール型アトラクション「トワイライトゾーン・タワー・オブ・テラー」（The Twilight Zone Tower of Terror）がアメリカとフランスの2か所のディズニーパークにある。なお、東京ディズニーシーのアトラクション「タワー・オブ・テラー」はこの作品と関係のないオリジナルストーリーの演出となっている。

### 類似作品
- 空想科学劇場（英語版）（1955年 - 1957年）
- ヒッチコック劇場（1955年 - 1965年）
- 世にも不思議な物語（英語版）（1959年 - 1961年）
- スリラー（英語版）（1960年 - 1962年）
- ウェイ・アウト（英語版）（1961年）
- アウター・リミッツ（1963年 - 1965年）
- ウルトラQ（1966年） - 日本制作
- 恐怖劇場アンバランス（1973年） - 日本制作
- 悪魔の手ざわり（1973年 - 1974年） - オーストラリア制作
- フロム・ザ・ダークサイド（1983年）
- 世にも不思議なアメージング・ストーリー（1985年 - 1987年）
- 13日の金曜日（英語版）（1987年 - 1990年）
- モンスターズ（1988年 - 1990年）
- ハリウッド・ナイトメア（1989年 - 1996年）
- 世にも奇妙な物語（1990年 -） - 日本制作
- ブラック・ミラー（2011年 -） - イギリス制作